# Alex Harvey (sporter)
Alex Harvey (Saint-Ferréol (Quebec), 7 september 1988) is een Canadese langlaufer. Hij vertegenwoordigde zijn vaderland op de Olympische Winterspelen 2010 in Vancouver, op de Olympische Winterspelen 2014 in Sotsji en op de Olympische Winterspelen 2018 in Pyeongchang.

## Carrière

### Langlaufen
Harvey maakte zijn wereldbekerdebuut in februari 2008 in Otepää. In januari 2009 scoorde de Canadees in Whistler zijn eerste wereldbekerpunt. Op de wereldkampioenschappen langlaufen 2009 in Liberec eindigde hij als 22e op de 30 kilometer achtervolging, als 28e op de sprint en als 36e op de 15 kilometer klassieke stijl. Samen met Devon Kershaw, George Grey en Ivan Babikov eindigde hij als vijfde op de 4x10 kilometer estafette. In maart 2009 stond Harvey in Trondheim voor de eerste maal in zijn carrière op het podium van een wereldbekerwedstrijd. Tijdens de Olympische Winterspelen van 2010 in Vancouver eindigde hij als negende op de 30 kilometer achtervolging, als 21e op de 15 kilometer vrije stijl en als 32e op de 50 kilometer klassieke stijl. Op het onderdeel teamsprint eindigde hij samen met Devon Kershaw op de vierde plaats, samen met Devon Kershaw, Ivan Babikov en George Grey eindigde hij als zevende op de 4x10 kilometer estafette.
In Oslo nam de Canadees deel aan de wereldkampioenschappen langlaufen 2011. Op dit toernooi eindigde hij als vijfde op de 50 kilometer vrije stijl, als zevende op de sprint en als twaalfde op de 30 kilometer achtervolging. Op het onderdeel teamsprint werd hij samen met Devon Kershaw wereldkampioen. Op 16 maart 2012 boekte Harvey in Falun zijn eerste wereldbekerzege. Op de wereldkampioenschappen langlaufen 2013 in Val di Fiemme veroverde hij de bronzen medaille op de sprint. Daarnaast eindigde hij als dertiende op de 30 kilometer skiatlon en als 28e op de 50 kilometer klassieke stijl. Samen met Devon Kershaw eindigde hij als vierde op het onderdeel teamsprint, op de 4x10 kilometer estafette eindigde hij samen met Len Väljas, Devon Kershaw en Ivan Babikov op de twaalfde plaats. Tijdens de Olympische Winterspelen van 2014 in Sotsji eindigde de Canadees als zeventiende op de 30 kilometer skiatlon en als negentiende op zowel de sprint als de 50 kilometer vrije stijl.
In Falun nam Harvey deel aan de wereldkampioenschappen langlaufen 2015. Op dit toernooi behaalde hij de zilveren medaille op de 30 kilometer skiatlon en de bronzen medaille op de sprint, daarnaast eindigde hij als vijfde op de 50 kilometer klassieke stijl. Samen met Graeme Killick, Ivan Babikov en Len Väljas eindigde hij als tiende op de 4x10 kilometer estafette. Op de wereldkampioenschappen langlaufen 2017 in Lahti werd hij wereldkampioen op de 50 kilometer vrije stijl. Daarnaast eindigde hij als vijfde op de 30 kilometer skiatlon en als twaalfde op de sprint. Op het onderdeel teamsprint eindigde hij samen met Len Väljas op de zesde plaats. Tijdens de Olympische Winterspelen van 2018 in Pyeongchang eindigde de Canadees als vierde op de 50 kilometer klassieke stijl, als zevende op de 15 kilometer vrije stijl, als achtste op de 30 kilometer skiatlon en als 32e op de sprint. Samen met Len Väljas eindigde hij als achtste op het onderdeel teamsprint.
In Seefeld nam Harvey deel aan de wereldkampioenschappen langlaufen 2019. Op dit toernooi eindigde hij als zesde op de 30 kilometer skiatlon, als twaalfde op de 50 kilometer vrije stijl en als zestiende op de sprint. Op de estafette eindigde hij samen met Scott James Hill, Evan Palmer-Charrette en Len Väljas op de twaalfde plaats.

### Wielrennen
Harvey is naast zijn langlaufcarrière actief als wielrenner. Hij rijdt in de wielrenploeg van Quebec. De vader van Alex Harvey, Pierre Harvey, combineerde eveneens beide sporten. 

## Resultaten

### Olympische Spelen
| Jaar | Plaats      | Resultaten |
| ---- | ----------- | --- |
| 2010 | Vancouver   | 21e 15 km vrije stijl 9e 30 km achtervolging 32e 50 km klassieke stijl 4e Teamsprint (vrije stijl) 7e 4×10 km estafette      |
| 2014 | Sotsji      | 19e Sprint (vrije stijl) DNF 15 km klassieke stijl 17e 30 km skiatlon 19e 50 km vrije stijl 12e Teamsprint (klassieke stijl) |
| 2018 | Pyeongchang | 32e Sprint (klassieke stijl) 7e 15 km vrije stijl 8e 30 km skiatlon 4e 50 km klassieke stijl 8e Teamsprint (vrije stijl)     |

### Wereldkampioenschappen
| Jaar | Plaats        | Resultaten |
| ---- | ------------- | --- |
| 2009 | Liberec       | 28e Sprint (vrije stijl) 36e 15 km klassieke stijl 22e 30 km achtervolging 5e 4x10 km estafette                                 |
| 2011 | Oslo          | 7e Sprint (vrije stijl) · 12e 30 km achtervolging · 5e 50 km vrije stijl · Teamsprint (klassieke stijl)                         |
| 2013 | Val di Fiemme | Sprint (klassieke stijl) · 13e 30 km skiatlon · 28e 50 km klassieke stijl · 4e Teamsprint (vrije stijl) · 12e 4x10 km estafette |
| 2015 | Falun         | Sprint (klassieke stijl) · 30 km skiatlon · 5e 50 km klassieke stijl · 10e 4x10 km estafette                                    |
| 2017 | Lahti         | 12e Sprint (vrije stijl) · 5e 30 km skiatlon · 50 km vrije stijl · 6e Teamsprint (klassieke stijl) · LPD 4x10 km estafette      |
| 2019 | Seefeld       | 16e Sprint (vrije stijl) 6e 30 km skiatlon 12e 50 km vrije stijl 12e 4×10 km estafette                                          |

### Wereldbeker
Eindklasseringen
| Seizoen   | Algm  | DI     | SP  | TdS   |
| --------- | ----- | ------ | --- | ----- |
| 2008/2009 | 25e   | 21e    | 99e | -     |
| 2009/2010 | 48e   | 31e    | 82e | 22e   |
| 2010/2011 | 10e   | 21e    | 10e | 10e   |
| 2011/2012 | 6e    | 7e     | 13e | 12e   |
| 2012/2013 | 34e   | 23e    | 45e | DNF   |
| 2013/2014 | Brons | 5e     | 8e  | DNF   |
| 2014/2015 | 9e    | 9e     | 13e | DNF   |
| 2015/2016 | 7e    | 13e    | 18e | 14e   |
| 2016/2017 | Brons | Zilver | 13e | 7e    |
| 2017/2018 | 4e    | 4e     | 25e | Brons |
| 2018/2019 | 13e   | 11e    | 26e | DNF   |

Wereldbekerzeges
| Datum            | Plaats           | Onderdeel                         |
| ---------------- | ---------------- | --------------------------------- |
| 16 maart 2012    | Falun            | 3,3 km vrije stijl (proloog)      |
| 28 december 2013 | Oberstdorf       | 4,5 km vrije stijl (proloog) TdS  |
| 18 januari 2014  | Szklarska Poręba | Sprint (vrije stijl)              |
| 15 maart 2014    | Falun            | 30 km skiatlon                    |
| 21 januari 2017  | Ulricehamn       | 15 km vrije stijl                 |
| 17 maart 2017    | Quebec           | Sprint (vrije stijl)              |
| 18 maart 2018    | Falun            | 15 km vrije stijl (handicapstart) |
| 24 maart 2019    | Quebec           | 15 km vrije stijl (handicapstart) |